# پرچم بوروندی

پرچم بوروندی

پرچم ملی بوروندی در ۲۸ ژوئن ۱۹۶۷ پذیرفته شد. طرح آن از صلیب موربی سفیدرنگ تشکیل شده که این پرچم را به چهار ناحیهٔ سرخ (در بالا و پایین) و سبز (در بخش‌های پرواز و اهتزاز پرچم) تقسیم می‌کند. این صلیب در مرکز خود با دایره‌ای سفیدرنگ ترکیب می‌شود که از ۳ ستارهٔ سرخ شش‌پر با حاشیهٔ سبز و قرارگیری‌ای مثلث‌وار (یک ستاره در بالا و ستاره در پایین) تشکیل شده است. پرچم بوروندی نخست دارای تناسب ۲:۳ بود اما این تناسب در ۲۷ سپتامبر ۱۹۸۲ به ۳:۵ تغییر یافت.

## نمادشناسی
در پرچم بوروندی رنگ سبز نماد امید و خوش‌بینی، رنگ سفید نماد پاکی و صلح و رنگ قرمز، نشانگر خون‌هایی است که برای کسب استقلال آن کشور ریخته شده است. سه ستارهٔ درون دایرهٔ سفید نماد ۳ قومیت مهم بوروندی یعنی هوتوها، تواها و توتسی‌هاست و در عین حال نماد سه عنصر اصلی شعار ملی آن کشور، اتحاد، کار و پیشرفت نیز می‌باشد.

## پرچم‌های پیشین

پرچم بوروندی از ۱ ژوئیهٔ ۱۹۶۲ تا ۲۸ نوامبر ۱۹۶۶
پرچم بوروندی در ۲۸ و ۲۹ نوامبر ۱۹۶۶
پرچم بوروندی از ۲۹ نوامبر ۱۹۶۶ تا ۲۸ ژوئن ۱۹۶۷
پرچم بوروندی از ۲۸ ژوئن ۱۹۶۷ تا ۲۷ سپتامبر ۱۹۸۲